# Harald och den magiska kritan
Harald och den magiska kritan (engelska: Harold and the Purple Crayon) är en amerikansk animerad familjefilm från 2024, regisserad av Carlos Saldanha. Den är baserad på den amerikanska barnboken med samma namn skriven av Crockett Johnson från 1955. I huvudrollerna hörs bland andra Zachary Levi och Zooey Deschanel.
Filmen hade biopremiär i USA den 2 augusti 2024.

## Handling
Filmen kretsar kring en pojke vars namn är Harold (Harald) som ger sig ut på ett magiskt uppdrag med hjälp av sin lila krita.

## Rollista (i urval)
Källa: 
- Zachary Levi – Harold (Harald)
- Lil Rel Howery – Moosr
- Zooey Deschanel – Terry
- Benjamin Bottani – Mel
- Ravi Patel – Ben
- Camille Guaty
- Tanya Reynolds – Porcupine
- Pete Gardner